# Bell Labs
Nokia Bell Labs (originalmente chamada AT&T Bell Laboratories e Bell Telephone Laboratories) é uma empresa de pesquisa industrial e desenvolvimento científico, subsidiária da empresa finlandesa Nokia. Sua sede é localizada em Murray Hill, Nova Jérsia, com outros laboratórios localizados ao redor do mundo. A Bell Labs desenvolveu uma série de tecnologias consideradas revolucionárias desde comutadores telefônicos, cabos de telefone, transístores, LEDs, lasers, a linguagem de programação C e o sistema operativo Unix.
Nove prêmios Nobel foram concedidos por trabalhos concluídos nos Laboratórios Bell.

## História
Em 1925, Walter Gifford, o presidente da AT&T, estabeleceu a Bell Telephone Laboratories Inc como uma instituição independente do departamento da Western Electric. Metade da Bell Labs tornou-se propriedade da Western Electric e a outra metade da AT&T.
As descobertas da Bell Labs incluem:
- 1927: Televisão - Primeira transmissão de longa distância, imagens de Herbert Hoover, de Washington, D.C. para Nova Iorque;
- 1920: A cifra one-time pad inventada por Gilbert Vernam e Joseph Mauborgne; Claude Shannon da Bell mais tarde provou que esta era indecifrável;
- 1928: O Ruído térmico em um resistor é medido por J.B. Johnson; Harry Nyquist providencia uma análise teórica;

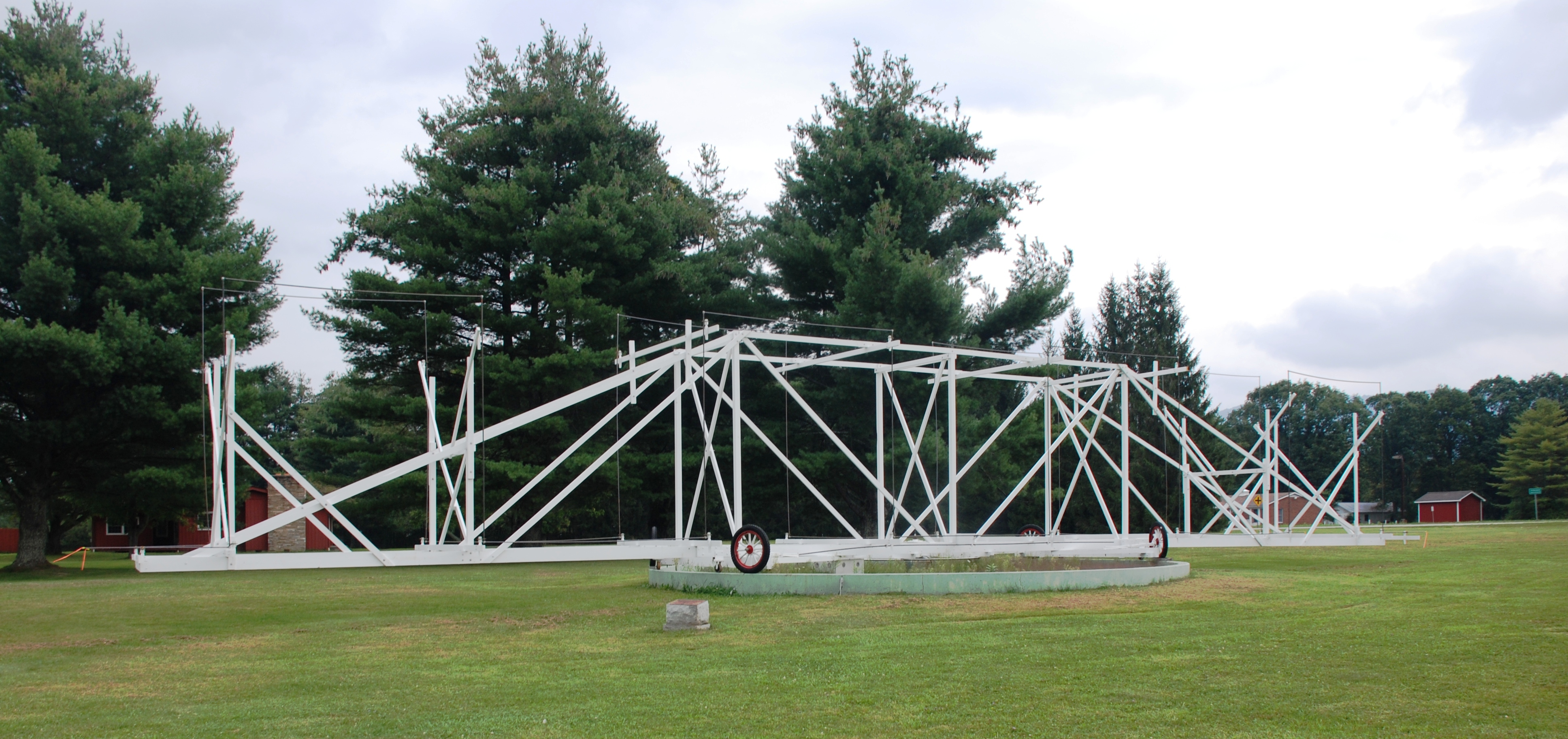
Reconstrução da antena direcional usada na descoberta da emissão de rádio de origem extraterrestre por Karl Guthe Jansky em 1932

- Reconstrução da antena direcional usada na descoberta da emissão de rádio de origem extraterrestre por Karl Guthe Jansky em 1932 1933: As bases para a Radioastronomia foram lançadas por Karl Jansky; No seu trabalho, investigando as origens da estática em comunicações de longa distância, descobriu que as ondas de rádio estavam a ser transmitidas do centro da galáxia; Em 1931 e 1932, gravações experimentais de alta fidelidade, long playing e até estereofônicas foram feitas pelos laboratórios da Orquestra Filadélfia, regidos por Leopold Stokowski.[5]
- 1933: Transmissão estéreo feita de Filadélfia para Washington, D.C.;
- 1937: Vocoder, o primeiro sintetizador de fala, inventado e demonstrado por Homer Dudley;
- 1940: Células Fotovoltaicas desenvolvidas por Russell Ohl;
- 1947: O transístor, inventado por John Bardeen, William Bradford Shockley, e Walter Houser Brattain, que devido a isso ganhou o Prémio Nobel da Física em 1956;
- 1948: A "Teoria Matemática da Comunicação", um artigo que serviu de base à informática, publicado por Claude Shannon no Bell System Technical Journal; Teoria essa que advém das conclusões tiradas das investigações levadas a cabo por Harry Nyquist e Ralph Hartley;
- 1949: Primeira impressão remota, controlada em New Hampshire por um computador da Bell Labs para Nova Iorque;
- 1956: TAT-1, o primeiro cabo de telefone transatlântico;
- 1957: MUSIC-N, um dos primeiros computadores a tocar música, criado por Max Mathews;
- 1958: Laser descrito pela primeira vez em papel por Arthur Schawlow e Charles Townes;
- 1962: Diodo emissor de luz (LED) é inventado por Nick Holonyak;
- 1964: laser de dióxido de carbono inventado por Kumar Patel;[6]
- 1966: Orthogonal frequency-division multiplexing (OFDM), uma tecnologia chave em serviços sem fios, desenvolvido e patenteado por R. W. Chang;
- 1968: Molecular beam epitaxy desenvolvido por J.R. Arthur e A.Y. Cho; permite que os chips semicondutores e matrizes laser possam ser criados a um nível atômico de cada vez;
- 1969: Sistema operativo Unix é criado por Dennis Ritchie e Ken Thompson;
- 1970: Linguagem de programação C desenvolvida pelos programadores Dennis Ritchie e Ken Thompson;
- 1971: Um sistema chaveado computadorizado para tráfego telefônico, inventado por Erna Schneider Hoover, teve uma das primeiras patentes de software.
- 1976: Primeiro teste de fibra óptica na Geórgia;
- 1980: Primeiro microprocessador de 32-bits, o BELLMAC-32A, a produção foi feita até 1982;
- 1980: TDMA e CDMA, patenteado tecnologia de telemóveis digitais;
- 1980: Sistema operativo Plan 9 desenvolvido como sucessor do Unix;
- 1982: Fractional quantum Hall effect descoberto por Horst Störmer, Robert B. Laughlin e Daniel C. Tsui, sendo estes dois últimos, antigos investigadores da Bell Labs; ganharam o Prémio Nobel da Física por isso em 1998;
- 1983: A linguagem de programação C++ desenvolvida por Bjarne Stroustrup;[7]
- 1984: Algoritmo de programação linear de Karmarkar desenvolvido pelo matemático Narendra Karmarkar;
- 1985: Resfriamento laser usado para desacelerar e manipular átomos por Steven Chu e sua equipe;
- 1988: TAT-8, o primeiro cabo transatlântico de fibra óptica;
- 1990: WaveLAN primeira rede LAN wireless (sem fios);
- 1991: modem de 56K/s, tecnologia patenteada por Nuri Dagdeviren e sua equipe;[8]
- 1994: Quantum cascade laser inventado por Federico Capasso, Claire Gmachl e sua equipe;
- 1995: Primeira demonstração de acesso wireless à internet;
- 1996: SCALPEL litografia eletrônica, inventada por Lloyd Harriott e a sua equipe;
- 1996: O sistema operativo Inferno, uma actualização do Plan 9, foi criado por Dennis Ritchie e equipa, com a utilização da recente linguagem de programação Limbo;[9]
- 1997: Transistor menor, 60 nanometros ou 182 átomos de largura;
- 1998: Primeiro router óptico;
- 1998: Primeira combinação de voz e dados sobre uma rede IP;
- 2000: Máquina de DNA desenvolvimento do protótipo;
- 2000: Desenvolvido o Progressive geometry compression algorithm que vem permitir generalizar as aplicações 3-D, comprimindo os dados geométricos 12 vezes mais eficientemente que o standard MPEG4;
- 2000: Primeiro laser orgânico alimentado a eletricidade;
- 2000: Mapa de alta resolução do cosmos;
- 2000: Invenção do F-15, um material orgânico que tornou possíveis os transístores de plástico;
- 2001: Criados os primeiros chips de recepção de rádio - totalmente em silício - para estações base de células, que poderá reduzir o tamanho e o custo das estações base;
- 2001: Primeiro Superconductor Plástico, poderá ser futuramente usado para aplicações como a computação quântica ou a superconducting electronics
- 2001: Triplicada a capacidade de comunicação wireless usando polarização eletromagnética;
- 2001: Primeiro cálculo do limite teórico das comunicações de fibra óptica;
- 2001: SuperHLR (home location register), desenvolvimento na área do software, que irá permitir o roaming global em qualquer tipo de rede sem fios;
- 2002: O primeiro semicondutor laser do mundo que emite luz contínua, sobre um largo espectro de comprimentos de ondas infravermelhas.

Após a divestiture agreement em 1984 com o governo que acabou com a AT&T, a Bellcore foi separada dos Bell Labs para providenciar as mesmas funções de I&D para as operadoras de telecomunicações, recentemente criadas.
Em 1996 a AT&T converteu a Bell Labs, juntamente com a maior parte do seu negócio de fabricação de equipamentos, numa nova companhia chamada Lucent Technologies. A AT&T reteve uma pequena parte dos investigadores para formar os AT&T Laboratories.
Em 2002 Jan Hendrik Schön, um físico alemão foi despedido da Bell Labs depois de ser encontrado no seu trabalho material fraudulento, que foi o primeiro caso de fraude da Bell Labs. Vários papéis de relatórios foram encontrados com informações falsas, algumas reportadas como descobertas.
Por esta altura, a Bell Labs tinha instalações de investigação e desenvolvimento espalhadas por todos os Estados Unidos, apesar de estar concentrada maioritariamente na área de Nova Jérsei; mas antes da "explosão" das telecomunicações em 2000, as instalações em Naperville-Lisle tinham a maior concentração de pessoas(cerca de 11000). Entre as localizações estavam Westminster no Colorado, Crawford Hill, Freehold, Holmdel, Lincroft, Long Branch, Middletown, Murray Hill, Piscataway, Red Bank, Whippany, Naperville, Lisle, Columbus, Allentown e Breinigsville.
A Bell Labs está sediada em Murray Hill, Nova Jérsia. Nos últimos cinco (5) anos, muitos dos escritórios da Bell Labs foram reduzidos (em tamanho) ou mesmo encerrados.

## Bases
O trabalho da Bell Labs foi dividido em três categorias: investigação, arquitectura de sistemas e desenvolvimento.
- Investigação, que cria a teoria para as telecomunicações: cobre assuntos como matemática, física, vastas áreas científicas, e programação computacional;
- Arquitectura de sistemas, que permite conceder sistemas complexos para redes de telecomunicações;
- Desenvolvimento, que é maior parte da actividade da Bell Labs que cria os sistemas de hardware e software, de que depende os sistemas da Bell Labs.

## Calculadoras criadas pela Bell Labs
- Modelo I - Complex Number Calculator, terminada em janeiro de 1940, para cálculo de números complexos.
- Modelo II - Relay Calculator ou Relay Interpolator, setembro de 1943.[10]
- Modelo III - Ballistic Computer,[11] junho de 1944, para cálculos de trajectórias de balística.
- Modelo IV - Bell Laboratories Relay Calculator, março de 1945,[12] o segundo computador de cálculo balístico.
- Modelo V - Bell Laboratories General Purpose Relay Calculator, foram criados dois: julho de 1946 e fevereiro de 1947. Para cálculos generalistas.[13]
- Modelo VI - novembro de 1950, uma versão melhorada do Modelo V.